# Baldur's Gate (série)
Baldur's Gate é uma franquia de jogos de RPG eletrônicos ambientado em Forgotten Realms, um cenário de campanha do RPG de mesa Dungeons & Dragons. O jogo gerou duas séries, conhecidas como "Bhaalspawn Saga" e "Dark Alliance", ambas ocorrendo principalmente no lugar conhecido como Western Heartlands,  mas a saga Bhaalspawn também expande o universo dos jogos mais ao sul da cidade de Baldur's Gate, para as regiões mercantes de Amn e Tethyr.
A série Dark Alliance foi lançada exclusivamente para consoles e foi bem sucedida quanto a sua recepção e comercio. A saga Bhaalspawn também foi bem criticada especialmente por causa de utilizar a jogabilidade de Tempo-real pausavel, revitalizando o gênero de CRPG.
Enquanto a saga Bhaalspawn foi originalmente desenvolvida exclusivamente pela BioWare para computadores, em 2012 a Atari revelou que a Beamdog e Overhaul Games fariam uma recriação dos jogos em HD. O que resultou nas versões enhanced dos jogos Baldur's Gate e Baldur's Gate II.
Em 2019 a Larian Studios, desenvolvedora responsável pelos jogos da série Divinity, anunciou que estava trabalhando no novo título da série, Baldur's Gate III.

## Jogos
| Título                                  | Lançamento                                                         | Plataformas                                                   | Desenvolvedor      | Notas                                                   |
| --------------------------------------- | ------------------------------------------------------------------ | ------------------------------------------------------------- | ------------------ | ------------------------------------------------------- |
| Baldur's Gate                           | 1998                                                               | Windows, MacOS                                                | BioWare            |                                                         |
| Baldur's Gate: Tales of the Sword Coast | 1999                                                               | Windows, MacOS                                                | BioWare            | Expansão                                                |
| Baldur's Gate II: Shadows of Amn        | 2000                                                               | Windows, MacOS                                                | BioWare            |                                                         |
| Baldur's Gate II: Throne of Bhaal       | 2001                                                               | Windows, MacOS                                                | BioWare            | Expansão                                                |
| Baldur's Gate: Dark Alliance            | 2001–2004                                                          | PlayStation 2, Xbox, GameCube, GBA                            | Snowblind Studios  | Spin-off                                                |
| Baldur's Gate: Dark Alliance II         | 2004                                                               | PlayStation 2, Xbox                                           | Black Isle Studios | Spin-off                                                |
| Baldur's Gate III: The Black Hound      | Cancelado                                                          | Não                                                           | Black Isle Studios | Planejado para ser desenvolvido pela Black Isle Studios |
| Baldur's Gate: Dark Alliance III        | Cancelado                                                          | Não                                                           | Black Isle Studios | Planejado para ser desenvolvido pela Black Isle Studios |
| Baldur's Gate: Enhanced Edition         | 2012                                                               | Windows, MacOS, Android, IOS, PlayStation 4, Xbox One, Switch | Beamdog            | Edição aprimorada                                       |
| Baldur's Gate II: Enhanced Edition      | 2013                                                               | Windows, MacOS, Android, IOS, PlayStation 4, Xbox One, Switch | Beamdog            | Edição aprimorada                                       |
| Baldur's Gate III                       | 2020 (acesso antecipado) 2023 (Lançamento de todas as plataformas) | Windows, PlayStation 5, Xbox Series X/S, MacOS                | Larian Studios     | Lançamento inicial por acesso antecipado                |